# Apetor
Тур Екгофф (норв. Tor Eckhoff; 22 жовтня 1964 — 27 жовтня 2021, Крістіансунн, Норвегія) також відомий як Apetor (норв. вимова: [ˈɑ̂ːpəˌtuːɾ])  — норвезький ютубер, відомий своїми відео, в яких він пив горілку та виконував сміливі трюки на замерзлих водоймах: катання на ковзанах, зимове плавання та дайвінг. Він загинув у 2021 році після того, як провалився під лід озера на захід від Конгсберга під час запису відео. На момент смерті він працював на заводі по виробництву фарб у Саннефіорді, якою керувала хімічна компанія Jotun.

## Особисте життя
Тур Екгофф народився у Крістіансунні 22 листопада 1964 року. У віці 6 років він переїхав до Саннефіорду. Він вивчав історію, філософію та скандинавську літературу в Бергенському університеті, який закінчив у 1993 році. Він працював на лакофарбовому заводі в Саннефіорді, що належав хімічній компанії Jotun. Це було його постійне місце роботи з 2008 року до самої смерті. Він мав одну дитину від його давньої подруги Туве Ск'єрвен, з якою він прожив 30 років.
Екгофф дуже цікавився еволюційною біологією, особливо його інтригували тісні генетичні відносини між людьми та мавпами. Він любив природу, часто ходив у походи влітку, а також займався альпінізмом, особливо довкола Ютунгеймена. Він любив автомобілі Volvo серій 240 і 142, володіючи моделлю 1968 серії 142. Незважаючи на зимове плавання в його роликах, він рідко займався ним у вільний час. Також він рідко вживав алкоголь поза своїми відео.
У червні 2013 року Екгофф розповів, що у нього вкрали камери та туристичне спорядження, які він залишив на березі, щоб пришвартувати свій човен. Він підозрював у крадіжці двох чоловіків на великому катері, який повним ходом увійшов до порту, поки його не було. Він повідомив про подію в поліцію, хоча марки човна не побачив. За кілька днів він написав у Facebook, що його речі були повернуті і що їх ненавмисно забрав хтось із Конгсберга.
У листопаді 2018 року Екгофф у черговому відео розповів у березні того року у нього було діагностовано колоректальний рак. Він уточнив, що це спричинено не його способом життя, а хронічним запальним захворюванням кишки. Наприкінці червня 2018 року йому зробили операцію, після якої йому довелося використати калоприймач. Він намагався насолоджуватись маленькими радощами життя за допомогою своїх відео, і це почуття посилилося тим що йому вдалося пережити рак.

## Кар'єра на Youtube
Екгофф приєднався до платформи YouTube 10 жовтня 2006 року і опублікував своє перше відео днем пізніше. Його псевдонім "Apetor" складався зі слова "ape" (мавпа) та власного імені Tor. Таким чином він висловлював вищезгаданий інтерес до тісної спорідненості між людьми та мавпами. На своєму каналі він спочатку знімав свої поїздки, ділився кадрами дикої природи та мальовничими краєвидами. Спочатку він знімав відео на компактну камеру, але в 2009 році він перейшов на відеокамеру вищої якості, і тоді ж почав монтувати свої відео, щоб отримати більше переглядів. Для редагування він користувався безкоштовним додатком iMovie від Apple.
Його проривом було відео «На тонкому морському льоду 2», завантажене у 2011 році. Всього лише за тиждень воно набрало понад мільйон переглядів. У ньому він катався на ковзанах, пив горілку, пірнав під морський лід і видавав звуки, схожі на тюленей. У деяких епізодах у нього були помічники, але під лід він пірнав один. До цього відео він не займався екстремальними видами спорту або зимовим плаванням, але безліч позитивних коментарів спонукали його записувати більше подібних відео.
Найпопулярнішим відео на його каналі було «Перший сніг 4», яке на момент його смерті набрало 94 мільйони переглядів. Серія щорічних відеороликів «Перший сніг» розпочалася у 2014 році. У них він купався в ванні з замерзлою водою, вживаючи горілку. Ще одним популярним серіалом на його каналі були різдвяні ролики, в яких він виконував різні трюки, наприклад катання по ковзанах за допомогою бензопилки. У кадрі часто з'являлася його улюблена горілка Vikingfjord, хоча він стверджував, що не пов'язаний з її виробником і не отримує грошей за рекламу.

## Популярність
Відео Екгоффа стали популярними на міжнародному рівні, особливо у Польщі а також у Сполучених Штатах. У 2016 році Екгофф розповів історію про те, як два польські фанати приїхали до нього додому і викупалися у ванні, яку часто можна побачити на його каналі. Він стверджував, що його популярність, зокрема, у Польщі була пов'язана з їхніми культурними традиціями пиття горілки та зимового плавання. Станом на листопад 2021 року його відео переглянули понад 390 мільйонів разів, а його канал мав понад 1,2 мільйона підписників. Незважаючи на свій міжнародний успіх, лише 1,5% переглядів надходили з його власної країни.
Уривки з його відео з'являлися на головних телеканалах у Норвегії та за кордоном. Наприклад, у 2011 році вони з'являлися після новин на норвезькому каналі TV 2, в американській мережі G4 та в американській мережі новин CBS. У 2016 році вони з'являлися в австралійській ранковій програмі Sunrise у 2016 році. У 2012 році в норвезькій розважальній програмі Norge Rundt він розповів, що з ним зв'язувалися кілька телеканалів, зокрема, британське телешоу Rude Tube, а також кілька інших неназваних американських, французьких і японських каналів.
Екгофф зазначив, що його контент вплинув на світове сприйняття Норвегії: «Тут туристична індустрія працює над тим, щоб залучати сюди туристів, а потім я з'являюся і руйную все це. Виходить щось на кшталт „білих ведмедів на вулицях“. Невже вони справді вірять, що кожен норвежець займається такими речами? З ним погодився, наприклад, Каре Гошолт із Sandefjords Blad, називаючи його, ймовірно, найбільшим приватним популяризатором норвезької природи. Завдяки його каналу туризм у Саннефіорді (місті, в якому він жив) пережив бум. Наприклад, у 2018 році група з 16 туристів прибула зі Щецина (Польща), щоб скупатися в навколишніх водах, а Екгофф особисто привітав їх. Багато туристів відвідували місто по декілька разів.
Унікальний стиль відеороликів Екгоффа називали художнім. Івар Стен-Йонсен з видання «Nordic Screens» наголосив на його здатності «зачіпати струни душі, які не підвладні кордонам». Він припустив, що гумор Екгоффа «довго пам'ятатимуть у всьому світі». У зв'язку з його мовчазною, але кумедною поведінкою Рафал Краузе з польського інтернет-видання Newonce порівняв його з містером Біном, додавши, що його динамічне редагування з частою зміною перспективи схоже на авангардне кіно. Його відео «На тонкому морському льоду 2» було показано на 37-му щорічному кінофестивалі в Банфі в 2013 році під слоганом «Вислизайте із простими задоволеннями: катання на ковзанах, купання та трохи горілки!».

## Смерть
26 листопада 2021 року Екгофф провалився під лід на озері Jakobs dam на захід від Конгсберга під час запису чергового відео для свого каналу. Свідки почули, що він покликав на допомогу, і його витягли водолази, які провели серцево-легеневу реанімацію. Згодом його доставили до лікарні на машині швидкої допомоги. Він помер у лікарні 27 листопада, незважаючи на зусилля лікарів. Поліція повідомила, що на озері була вирізана ополонка, на місці події він був один, і підстав для підозр у навмисному злочині немає. Новина не розголошувалась до 28-го числа, коли поліція повідомила про його смерть у прес-релізі, попередньо повідомивши його сім'ю. На момент його смерті його канал мав 1,2 мільйона підписників.
Його останнє відео під назвою «Я не мертвий, сьогодні мені 57» було завантажено 22 листопада 2021 року за п'ять днів до його смерті. Подібні відео він викладав на свій день народження щороку, починаючи з 2017 року. Після його смерті у коментарях до цього відео з'явилося багато співчуттів. У тому числі висловили співчуття вищезгаданий 4ETG та музиканти Алан Вокер та PelleK. Співчуття також висловлювалися в коментарях до інших його відео та на інших платформах, включаючи Facebook, Reddit і польський вебсайт Wykop, де користувачі говорили, що без нього зимові свята будуть сумними. Шанувальники поставили свічки на його пам'ять біля посольств Норвегії у Польщі та Чехії.